# Pro Patria et Libertate Unione degli Sports Bustesi 1919-1920
Questa pagina raccoglie le informazioni riguardanti la Pro Patria et Libertate nelle competizioni ufficiali della stagione 1919-1920.

## La nascita della Pro Patria
Chiuso il conflitto con la perdita di diversi calciatori a cui fu dedicata una "Lapide ai Caduti Sportivi" murata all'interno della palestra di via Cesare Lombroso, lapide andata perduta con l'abbattimento di tutto l'edificio, la Busto Arsizio sportiva ripartì con la costituzione di un "comitato promotore", costituito soprattutto da calciatori appartenuti alle 3 squadre calcistiche cittadine, il quale inviò in data 31 dicembre 1918 a Carlo Castiglioni, presidente della Pro Patria et Libertate, una lettera in cui le società "chiamate alla rinuncia delle proprie individualità ... troveranno nel nuovo Ente la continuazione delle belle tradizioni che onorano le loro bandiere ..." e proponevano alla Pro Patria quale nuovo nome della società sorgente Pro Italia - Unione degli Sports Bustesi.
La Pro Patria, riunitasi in assemblea in data 14 gennaio 1919 in una sala del Caffè Brugioli, respinse il cambio di denominazione demandando al Castiglioni, con l'assemblea del 24 febbraio 1919, lo studio della possibile fusione societaria.
Con l'assemblea del 26 febbraio 1919 i soci deliberavano lo scioglimento della Società Ginnastica Pro Patria et Libertate e il conferimento della bandiera sociale, del medagliere, i fondi e tutte le altre attività sociali alla nuova società denominata Pro Patria et Libertate - Unione degli Sports Bustesi.
Mentre la Juventus si diceva ancora "in attesa dell'auspicata fusione", riprendeva l'attività sportiva organizzando una coppa fra società indipendenti.
La definitiva assemblea costitutiva ebbe luogo a Busto Arsizio sabato 1 marzo 1919 e vide presenti i 47 soci costituenti e i delegati delle 5 società partecipanti alla fusione: Pro Patria et Libertate, Aurora, Victoria Busto, Unione Sportiva Bustese e Juventus.
La nuova società sportiva inaugurava in data domenica 19 ottobre 1919 il nuovo Stadium.

## Stagione
La prima stagione ufficiale della Pro Patria iniziò il 5 ottobre con lo spareggio d'ammissione al campionato di Prima Categoria che fu disputato sul campo neutro di Legnano.
Perso lo spareggio contro l'Enotria Goliardo, La Pro Patria dovette accontentarsi di disputare il campionato di Promozione lombarda, massimo livello dei campionati regionali dell'epoca.
Il 19 ottobre 1919 viene inaugurato il nuovo impianto sportivo, lo Stadium di via Valle Olona (110x60) con una capienza di 10.000 persone. Rimarrà il terreno ufficiale della Pro Patria fino a luglio del 1927.
Vincendo il proprio girone di qualificazione con 12 punti, a pari merito con i Giovani Calciatori Legnanesi, è ammessa al girone finale che la vide ottenere un 4º posto non sufficiente per la promozione nella categoria superiore.
Solo successivamente, alla compilazione dei quadri 1920-1921, ottenne con il Casteggio l'ammissione in Prima Categoria.

## Organigramma societario
Area direttiva
- Presidente: Carlo Castiglioni
- Vicepresidente: Giuseppe Rossi
- Consiglieri: Piero Guidali

Area organizzativa
- Segretari: Antonio Marcora Pasqualoni e Carlo Cattaneo

## Rosa
| N. |                   | Ruolo | Calciatore       |
| -- | ----------------- | ----- | ---------------- |
|    | Italia (bandiera) | A     | Bevilacqua       |
|    | Italia (bandiera) | A     | Albino Bottini   |
|    | Italia (bandiera) | D     | Cardani          |
|    | Italia (bandiera) | A     | Valentino Crosta |
|    | Italia (bandiera) | C     | Mario Crosta     |
|    | Italia (bandiera) | C     | De Franceschi    |
|    | Italia (bandiera) | P     | Emilio Fasoli    |
|    | Italia (bandiera) | D     | Attilio Fizzotti |
|    | Italia (bandiera) | D     | Gramegna         |
|    | Italia (bandiera) | A     | Maino            |

| N. |                   | Ruolo | Calciatore      |
| -- | ----------------- | ----- | --------------- |
|    | Italia (bandiera) | A     | Attilio Marcora |
|    | Italia (bandiera) | C     | Ottolini        |
|    | Italia (bandiera) | C     | Pariani         |
|    | Italia (bandiera) | C     | Perego          |
|    | Italia (bandiera) | D     | Vittorio Porta  |
|    | Italia (bandiera) | C     | Angelo Ronzoni  |
|    | Italia (bandiera) | A     | Scarani         |
|    | Italia (bandiera) | D     | Taverna         |
|    | Italia (bandiera) | C     | Valentini       |
|    | Italia (bandiera) | C     | Venegoni        |

## Qualificazione
| Arbitro: | Varisco (Milano) |

|                        |           |  |
| Grassi 30’ Varalda 70’ | Marcatori |  |

### Girone di andata
| Arbitro: | Bottelli (Milano) |

|             |           |  |
| Scarani 65’ | Marcatori |  |

| 7 dicembre 1919 2ª giornata |  | – Turno di riposo |  |  |

| Arbitro: | Villa (Milano) |

|  |           |                                       |
|  | Marcatori | 40’, 61’ Crosta II 77’, 86’ Crosta II |

| Arbitro: | Tradico (Milano) |

|                           |           |                       |
| Crosta II 55’ Bottini 80’ | Marcatori | 5’ Olivati 87’ Caccia |

| Arbitro: | Grossi (Milano) |

|  |           |                           |
|  | Marcatori | 20’ Crosta II 75’ Bottini |

### Girone di ritorno
| Arbitro: | Bottelli (Milano) |

|                                                   |           |                          |
| Taverna 7’ (aut.) Regazzoni 48’ (rig.) Vanoni 86’ | Marcatori | 12’ (rig.) 15’ Crosta II |

| 11 gennaio 1920 7ª giornata |  | – Turno di riposo |  |  |

| Arbitro: | Crivelli (Milano) |

|                                               |           |              |
| Bevilacqua 25’ Crosta II 55’, 60’ Bottini 75’ | Marcatori | 85’ Raimondi |

| Arbitro: | Piazza (Milano) |

|                                        |           |                             |
| Galli 15’ (rig.) Bevilacqua 86’ (aut.) | Marcatori | 38’ Bevilacqua 48’ Crosta I |

| Arbitro: | Bottelli (Milano) |

|                                                               |           |                  |
| Marcora 50’ (rig.) Porta 70’ Crosta II 75’ (rig.) Pariani 80’ | Marcatori | 13’ Giustacchini |

### Girone finale
| Arbitro: | Piazza (Milano) |

|  |           |            |
|  | Marcatori | 30’ Caccia |

| Arbitro: | Crivelli (Milano) |

|  |           |                           |
|  | Marcatori | 25’ Crosta II 70’ Marcora |

| Arbitro: | Tradico (Milano) |

|                          |           |              |
| Marcora 5’ Crosta II 30’ | Marcatori | 72’ Gajani I |

| Arbitro: | Fries (Milano) |

|                    |           |            |
| Pastore 88’ (rig.) | Marcatori | 5’ Marcora |

| Busto Arsizio 4 aprile 1920 5ª giornata | Pro Patria       | 0 – 0 | Olona | Stadium di via Valle Olona\| Arbitro: \| Tradico (Milano) \| |
| Arbitro:                                | Tradico (Milano) |       |       |                                                              |

| Arbitro: | Livraghi (Milano) |

|                 |           |              |
| Colombo 5’, 35’ | Marcatori | 71’ Ottolini |

| Arbitro: | Sessa (Milano) |

|               |           |              |
| Crosta II 77’ | Marcatori | 59’ Radaelli |

| Arbitro: | Guiot (Milano) |

|                   |           |                  |
| Carrer 62’ (rig.) | Marcatori | 20’, 28’ Pariani |

| 2 maggio 1920 9ª giornata | Pro Patria | 2 – 0 A tav. | Casteggio |  |

| Arbitro: | Tradico (Milano) |

|                                          |           |  |
| Veronesi 9’ Missaglia 25’ Bevilacqua 40’ | Marcatori |  |

| Arbitro: | Tradico (Milano) |

|              |           |  |
| Cattaneo 37’ | Marcatori |  |

| Arbitro: | Tradico (Milano) |

|                              |           |  |
| Gaslini 75’ Maino 85’ (aut.) | Marcatori |  |

### Libri
- Giorgio Romussi, Rispuntano gli artigli, Busto Arsizio (VA), La Litografica, 1975.
- G.Marcora, L.Pistocchini, A.Restelli, G.Romussi, L'onore di una bandiera, Busto Arsizio (VA), Busto Sport Edizioni, senza data.
- Alberto Brambilla, Marco Linari e Carlo Magni, Calci di passione - Cento anni di storia sportiva a Busto Arsizio, Busto Arsizio (VA), Città di Busto Arsizio, 2003,  pp. 31-40.
- Carlo Fontanelli e Giorgio Giacomelli, Tigrotti, oltre un secolo con la Pro Patria, Empoli (FI), Geo Edizioni S.r.l., dicembre 2015,  pp. 29-31.

### Giornali
- La Cronaca Prealpina, giornale microfilmato conservato dalla Biblioteca Comunale Centrale (Milano) per gli anni 1919 e 1920, oppure presso la Biblioteca Civica di Varese, Via Luigi Sacco 9.
- Quotidiano sportivo Gazzetta dello Sport, anni 1919 e 1920, consultabile presso le Biblioteche:
  - Biblioteca Civica di Torino;
  - Biblioteca Nazionale Braidense di Milano presso la Mediateca Santa Lucia a Milano, Via Moscova 28.
  - Biblioteca Civica Berio di Genova,
  - Biblioteca Nazionale Centrale di Firenze,
  - Biblioteca Nazionale Centrale di Roma.